# Melinaea boliviana
Melinaea boliviana är en fjärilsart som beskrevs av Gustav Weymer 1907. Melinaea boliviana ingår i släktet Melinaea och familjen praktfjärilar. Inga underarter finns listade i Catalogue of Life.